# Яганы

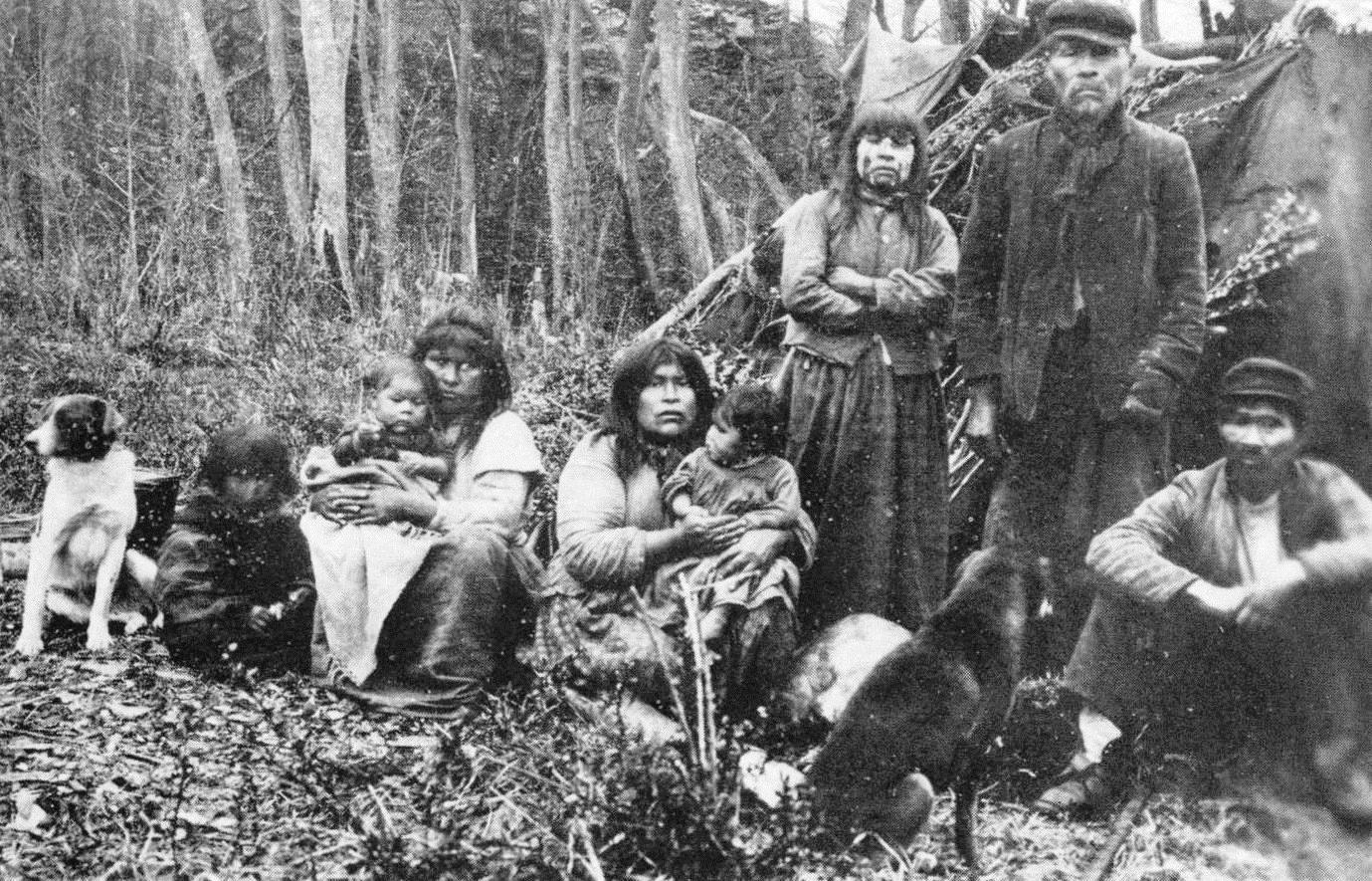
Яганы, 1917

Яга́ны (самоназвание — ямана, «живущие, люди» = ягхан) — индейский народ в Чили. Также именуются «ямара» и «текуэнче». Равным образом, понятие «фуэгины» (аборигены Огненной Земли) ранее относилось только к яганам. Живут на острове Наварино в южной части архипелага Огненная Земля. В первой половине XIX века яганов было около 3 тысяч человек. Ныне их насчитывается 1690 человек, преимущественно метисов. В 1946 году на языке ямана (яган), близком к языку кавескар, говорило не менее 60 человек. Последняя носительница языка, Кристина Кальдерон, умерла в Чили в 2022 году. Остальные яганы перешли на испанский.

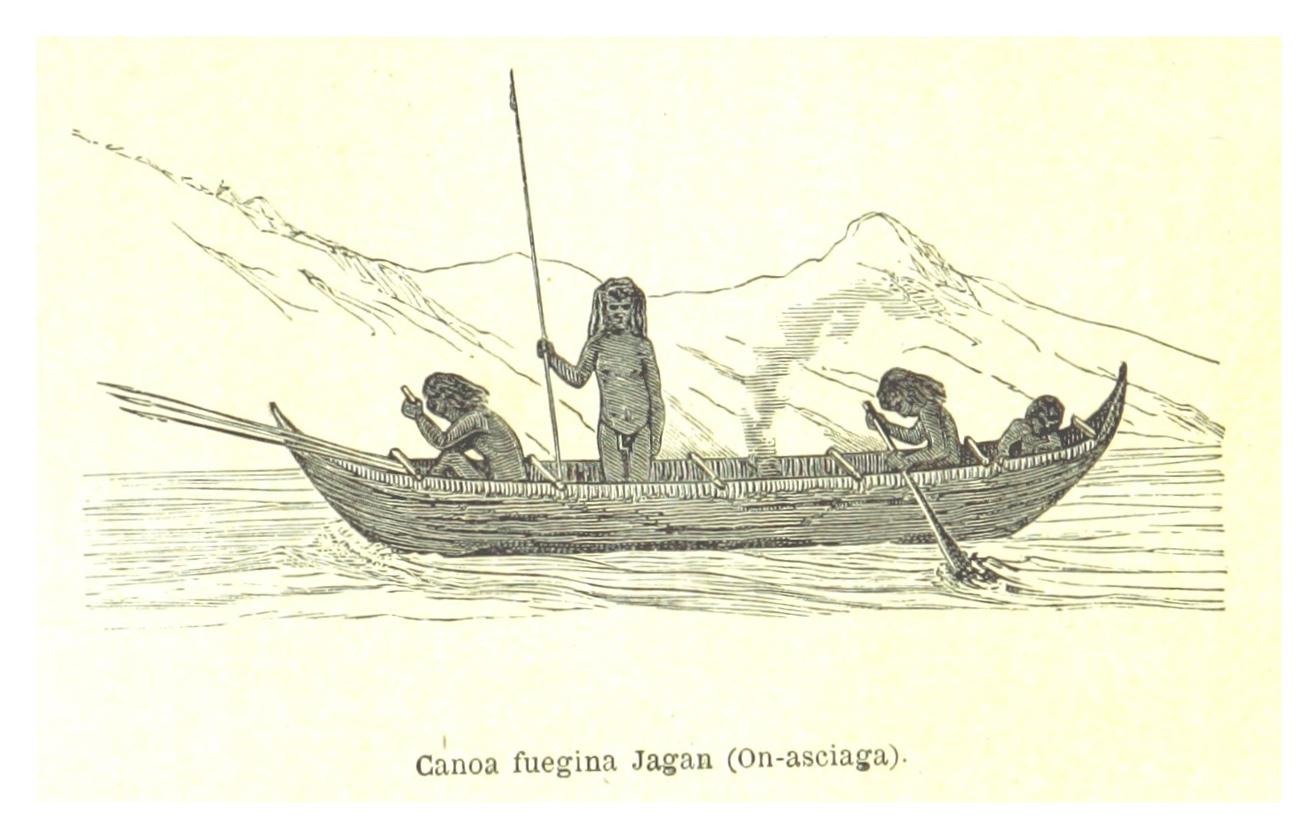
Каноэ яганов. Рис. участника итальянской экспедиции в Патагонию (1883)

Основные традиционные занятия яганов в прошлом — охота на морских млекопитающих и птиц, а также на гуанако; рыболовство, сбор моллюсков и съедобных водорослей. Оружие — копья и гарпуны с костяными наконечниками, пращи, дубины, реже — лук и стрелы с каменными наконечниками. Большую часть года яганы вели бродячий образ жизни, передвигаясь вдоль берега на лодках из коры. Жилище — конические (на востоке) и куполообразные (на западе) шалаши с каркасом из веток, крытые дёрном, травой, водорослями, листьями (при перекочёвках каркас оставался на месте и мог быть использован другими семьями). Независимые децентрализованные общины, низкий уровень социальной стратификации. Экзогамные группы малых семей объединялись эпизодически для совершения обрядов. На местах сборов строили длинный каркасный дом. Патрилокальный брак (если муж не имел своей лодки, то он жил с семьёй жены), встречалась полигиния, левират. Одежда — накидки из шкур. Женщины (а часто и мужчины) надевали спереди треугольник из кожи, как у племени она. Пищу (мясо, рыбу, яйца, моллюсков) готовили на раскалённых камнях или в золе. Воду хранили в вёдрах из коры, подогревали, опуская туда раскалённые камни, черпаками служили витые раковины. Были развиты мужские ритуалы (типа клоктен у племени она), инициации мальчиков; для мифологии характерны мифы о происхождении мужских ритуалов, двух братьях — культурных героях и др. Кристина Кальдерон, вместе со своей внучкой Кристиной Заррага и сестрой Урсулой, издала в 2005 году книгу Hai Kur Mamashu Shis («Хочу рассказать вам историю»), в которой собраны яганские сказки, рассказанные ей представителями старших поколений племени.
Mamihlapinatapai (иногда пишут mamihlapinatapei) — слово из яганского языка. Оно указано в Книге рекордов Гиннесса в качестве «наиболее ёмкого слова» и считается одним из самых трудных для перевода слов. Оно означает «Взгляд между двумя людьми, в котором выражается желание каждого в том, что другой станет инициатором того, чего хотят оба, но ни один не хочет быть первым».